# Brachymeria annulata
Brachymeria annulata är en stekelart som först beskrevs av Fabricius 1793.  Brachymeria annulata ingår i släktet Brachymeria och familjen bredlårsteklar. Inga underarter finns listade.